# Sweet Dreams (2023)
Sweet Dreams is een Nederlandse tragikomediefilm uit 2023, geregisseerd door Ena Sendijarević. De film won zes Gouden Kalveren.

## Verhaal
Sweet Dreams speelt zich af op een plantage in Nederlands-Indië rond het begin van de 20e eeuw en biedt een kritische blik op het Nederlands koloniaal verleden. Tevens laat het de onttakeling zien van het familieleven tijdens die periode.

## Rolverdeling
| Acteur           | Personage       |
| ---------------- | --------------- |
| Renée Soutendijk | Agathe          |
| Lisa Zweerman    | Josefien        |
| Peter Faber      | pastoor         |
| Chris Nietvelt   | vriendin Agathe |
| Hans Dagelet     | Jan             |
| Florian Myjer    | Cornelis        |
| Hayati Azis      | Siti            |
| Verdi Solaiman   | Hong            |
| Muhammad Khan    | Reza            |
| Rio Kaj Den Haas | Karel           |
| Bart Klever      | Hendrik         |

## Productie
De film werd voor een deel opgenomen op het Franse eiland Réunion. Er kon namelijk vanwege de Coronapandemie niet altijd in Indonesië gefilmd worden. Réunion deelt met Indonesië koloniale geschiedenis.

### Sendijarević over de film
Het idee voor de film kwam vanuit wandelingen door het Amsterdamse Oostelijk Havengebied met een historische binding met de Vereenigde Oostindische Compagnie en de Nieuwmarktbuurt/Lastage alwaar nog menig teken van dat verleden zichtbaar zijn. Een deel van het scenario schreef ze zelfs in het Oost-Indisch Huis van de Universiteit van Amsterdam, dat tijdens haar studie nog geen connectie bracht, maar ten tijde van de aanloop naar de film juist wel. Ze wilde met Sweet Dreams een verbinding leggen tussen toen en nu, wijzend op bijvoorbeeld Fort Europa, “nieuwe slavernij” in Qatar en gedrag en behandeling van Westerse toeristen/studenten op Bali. Een van de inspiratiebronnen was het bekijken van de film Apocalypse Now van Francis Ford Coppola en dan met name de scene van een Franse koloniale nederzetting, waarbij koloniaal gedrag geheel los staat van de Vietnamoorlog. Een andere film Rubber uit 1936 naar een boek van Madelon Székely-Lulofs bracht haar verder. Ze keek bewust niet naar de film Max Havelaar, ze wilde een andere film. Ze versleet veel leesvoer waaronder de romans van Fjodor Dostojevski met de thema’s macht en machtsmisbruik. Ze omschreef de film zelf als een film over hebzucht.
Samen met casting director Rebecca van Unen stelde ze de cast voor, waarbij nieuwe en gerenommeerde acteurs auditie moesten doen. Zo kwam ook Renée Soutendijk in aanmerking voor de rol; ze blies in de woorden van Sendijarević “haar volledig omver”. Ze trad ook op uitvoerend filmproducent; ze wilde grip houden op begroting en financiering. Toch schakelde ze ook de Zweedse regisseur Ruben Östlund als coproducent in, zij ziet in hem een voorbeeldfunctie voor deze film; hij keek en las mee en gaf tips.

### Release
De film ging in première op 5 augustus 2023 op het Internationaal filmfestival van Locarno. Op 22 september 2023 was Sweet Dreams de openingsfilm van het Nederlands Film Festival.
Sweet Dreams werd gekozen als de Nederlandse inzending voor de Oscars in 2024.

## Prijzen en nominaties
De belangrijkste:
| Jaar | Prijs                                   | Categorie                    | Genomineerde(n)               | Uitslag     |
| ---- | --------------------------------------- | ---------------------------- | ----------------------------- | ----------- |
| 2023 | Internationaal filmfestival van Locarno | Beste film (Gouden Luipaard) | Ena Sendijarević              | Genomineerd |
| 2023 | Internationaal filmfestival van Locarno | Beste optreden               | Renée Soutendijk              | Gewonnen    |
| 2023 | Nederlands Film Festival (Gouden Kalf)  | Beste film                   | Erik Glijnis & Leontine Petit | Gewonnen    |
| 2023 | Nederlands Film Festival (Gouden Kalf)  | Beste regie                  | Ena Sendijarević              | Gewonnen    |
| 2023 | Nederlands Film Festival (Gouden Kalf)  | Beste hoofdrol speelfilm     | Renée Soutendijk              | Gewonnen    |
| 2023 | Nederlands Film Festival (Gouden Kalf)  | Beste bijrol speelfilm       | Florian Myjer                 | Gewonnen    |
| 2023 | Nederlands Film Festival (Gouden Kalf)  | Beste camera                 | Emo Weemhoff                  | Gewonnen    |
| 2023 | Nederlands Film Festival (Gouden Kalf)  | Beste kostuumontwerp         | Bernadette Corstens           | Gewonnen    |
| 2023 | Nederlands Film Festival (Gouden Kalf)  | Beste scenario               | Ena Sendijarević              | Genomineerd |
| 2023 | Nederlands Film Festival (Gouden Kalf)  | Beste montage                | Lot Rossmark                  | Genomineerd |